# Chrysobliastes
Chrysobliastes is een geslacht van rechtvleugeligen uit de familie sabelsprinkhanen (Tettigoniidae). De wetenschappelijke naam van dit geslacht is voor het eerst geldig gepubliceerd in 1960 door Beier.

## Soorten
Het geslacht Chrysobliastes omvat de volgende soorten:
- Chrysobliastes atrospinosus Bruner, 1915
- Chrysobliastes olivaceus Caudell, 1918